# Klubowy Puchar Europy kobiet w szachach (2002)
2002 – siódmy sezon Klubowego Pucharu Europy kobiet w szachach. Rozgrywki odbyły się w Antalyi w dniach 29 września–6 października 2002 roku. Tytuł zdobył jugosłowiański BAS Belgrad.

## Format rozgrywek
Turniej odbywał się systemem szwajcarskim na dystansie siedmiu rund. W przypadku identycznej liczby punktów decydowała łączna liczba punktów uzyskanych przez zawodniczki, a przy dalszej równości – system Buchholza.

## Uczestnicy
W nawiasie podano średni ranking Elo. Źródło: OlimpBase
- NTN Tbilisi (2334)
- BAS Belgrad (2403)
- Internet-CG Podgorica (2334)
- Rad Belgrad (2401)
- OSG Baden-Baden (2375)
- Ładja Kazań (2349)
- AEM Luxten Timișoara (2409)
- Çallı Spor (1800)
- İTÜ SK (1931)
- Marmaris Belediyesi SK (1800)
- Momot Donieck (2329)

## Rozgrywki

### Runda 1
Źródło: OlimpBase
29 września 2002
| NTN Tbilisi – AEM Luxten Timișoara 2½:1½ |
| BAS Belgrad – Momot Donieck 2:2          |
| Internet-CG Podgorica – Rad Belgrad 1:3  |
| OSG Baden-Baden – Çallı Spor 4:0         |
| İTÜ SK – Ładja Kazań 0:4                 |
| Marmaris Belediyesi SK pauza             |

### Runda 2
Źródło: OlimpBase
30 września 2002
| Rad Belgrad – Marmaris Belediyesi SK ½:½   |
| Ładja Kazań – OSG Baden-Baden 0:4          |
| Momot Donieck – NTN Tbilisi 1½:2½          |
| AEM Luxten Timișoara – BAS Belgrad – 1½:2½ |
| Çallı Spor – Internet-CG Podgorica 0:4     |
| İTÜ SK pauza                               |

### Runda 3
Źródło: OlimpBase
1 października 2002
| NTN Tbilisi – Rad Belgrad 2:2             |
| OSG Baden-Baden – BAS Belgrad 1½:2½       |
| Marmaris Belediyesi SK – Ładja Kazań 0:4  |
| Internet-CG Podgorica – İTÜ SK 3:1        |
| AEM Luxten Timișoara – Momot Donieck 3½:½ |
| Çallı Spor pauza                          |

### Runda 4
Źródło: OlimpBase
2 października 2002
| BAS Belgrad – NTN Tbilisi 2:2             |
| Rad Belgrad – OSG Baden-Baden 2:2         |
| Ładja Kazań – Internet-CG Podgorica 2½:1½ |
| Çallı Spor – AEM Luxten Timișoara ½:½     |
| İTÜ SK – Marmaris Belediyesi SK 4:0       |
| Momot Donieck pauza                       |

### Runda 5
Źródło: OlimpBase
3 października 2002
| Rad Belgrad – BAS Belgrad 1½:2½              |
| NTN Tbilisi – Ładja Kazań 1½:2½              |
| OSG Baden-Baden – AEM Luxten Timișoara 1½:2½ |
| Momot Donieck – İTÜ SK 4:0                   |
| Marmaris Belediyesi SK – Çallı Spor 2:2      |
| Internet-CG Podgorica pauza                  |

### Runda 6
Źródło: OlimpBase
5 października 2002
| BAS Belgrad – Ładja Kazań ½:½              |
| AEM Luxten Timișoara – Rad Belgrad 1½:2½   |
| Internet-CG Podgorica – NTN Tbilisi 1:3    |
| Marmaris Belediyesi SK – Momot Donieck 0:4 |
| İTÜ SK – Çallı Spor 3½:½                   |
| OSG Baden-Baden pauza                      |

### Runda 7
Źródło: OlimpBase
6 października 2002
| Ładja Kazań – Rad Belgrad ½:½                      |
| BAS Belgrad – İTÜ SK 4:0                           |
| NTN Tbilisi – OSG Baden-Baden 2½:1½                |
| Çallı Spor – Momot Donieck 0:4                     |
| Internet-CG Podgorica – Marmaris Belediyesi SK 4:0 |
| AEM Luxten Timișoara pauza                         |

## Klasyfikacja
Źródło: OlimpBase
| Msc | Zespół                 | M | W | R | P | Pkt |
| --- | ---------------------- | - | - | - | - | --- |
| 1   | BAS Belgrad            | 7 | 4 | 3 | 0 | 11  |
| 2   | Ładja Kazań            | 7 | 5 | 1 | 1 | 11  |
| 3   | NTN Tbilisi            | 7 | 4 | 2 | 1 | 10  |
| 4   | Momot Donieck          | 6 | 3 | 1 | 2 | 9   |
| 5   | Rad Belgrad            | 7 | 3 | 2 | 2 | 8   |
| 6   | AEM Luxten Timișoara   | 6 | 3 | 0 | 3 | 8   |
| 7   | Internet-CG Podgorica  | 6 | 3 | 0 | 3 | 8   |
| 8   | OSG Baden-Baden        | 6 | 2 | 1 | 3 | 7   |
| 9   | İTÜ SK                 | 6 | 2 | 0 | 4 | 6   |
| 10  | Çallı Spor             | 6 | 0 | 1 | 5 | 3   |
| 11  | Marmaris Belediyesi SK | 6 | 0 | 1 | 5 | 3   |